# Alice Fraser
Alice Fraser es una comediante, escritora, presentadora de pódcast y actriz australiana.

## Infancia y educación
Fraser estudió derecho en la Universidad de Sídney antes de obtener una maestría en literatura inglesa (retórica) en Cambridge, Inglaterra. Fraser regresó a Australia y en 2013 fue nominada como mejor actriz revelación en el Sydney Comedy Festival .

## Carrera
Fraser hizo su debut cinematográfico en la película Never Hesitate como Emily en 2014. También en 2014, Fraser habló en un evento TEDx en la Universidad Macquarie.

### Trilogía
En 2015, Fraser comenzó a hacer una gira llamada Savage, la primera parte de lo que ella describe como una "trilogía poco ortodoxa de cuentos de comedia y moralidad”   que se centra en su educación y su impacto en su vida. La trilogía fue completada con The Resistance en 2016 e Empire en 2017.
Hizo una gira nacional y se presentó en el Festival de Comedia de Melbourne, el Festival de Comedia de Sydney y The Edinburgh Fringe con cada parte de su trilogía. En su reseña de Empire, The Herald Sun lo calificó como una "actuación bellamente rica en palabras" y dijo que la "interesante conversación de Fraser la convierte en la invitada perfecta para la cena y la comediante". Empire también se representó en el Edinburgh Fringe . La trilogía de Alice Fraser se encargó como una serie de podcasts de seis partes en ABC Radio Podcasts.

### Podcasting
En enero de 2017, Fraser recibió una subvención de Tomorrow Maker para su podcast, Tea with Alice. Los invitados anteriores en el podcast han incluido a Wil Anderson, Neil Gaiman y Richard Herring. El podcast Tea With Alice está financiado por Fraser's Patreon .
En 2017, Fraser se convirtió en coanfitrión semiregular del podcast británico de larga duración The Bugle, presentado por Andy Zaltzman . En enero del 2020 lanzó The Bugle Presents. . . La última publicación , un podcast diario de 15 minutos de noticias de una dimensión alternativa, que The Guardian describió como abordar temas de actualidad "con un celo impresionante y un guión inteligente". En febrero de 2021, Fraser comenzó a presentar The Gargle, un podcast semanal que analiza noticias no políticas y se describe a sí mismo como la "revista brillante de audio" del periódico de audio The Bugle .
En 2019 y 2020, Fraser trabajó con el neurocientífico Ash Ranpura en una serie de documentales producidos por Somethin' Else para Audible, incluido el éxito de ventas In The Habit: Introducción al cambio de hábitos. Fraser también creó y copresentó un programa para BBC Radio con la astrofísica y educadora científica Jen Gupta, llamado Stranger Than Sci Fi.
Fraser es una escritora habitual e invitada en el programa de panel de BBC Radio The News Quiz.

### Videojuegos
Fraser puso la voz en el juego Watch Dogs: Legion de 2020, como copresentadora con Andy Zaltzman de la estación de radio ficticia The Bug, al estilo de su trabajo con Zaltzman en The Bugle.

## Vida personal
El abuelo paterno de Fraser era un británico naturalizado, nacido Adolf Friedenberg, que luego cambió su nombre a Andrew Peter Fraser. Su padre es un profesor de derecho judío convertido en budista llamado Michael Fraser.
Tiene un hermano mellizo, el músico y filósofo Henry Fraser.

## Obras

### Espectáculos de comedia
| Título              | Año  |
| ------------------- | ---- |
| Everyone's A Winner | 2014 |
| Savage              | 2015 |
| The Resistance      | 2016 |
| Empire              | 2017 |
| ETHOS               | 2018 |
| MYTHOS              | 2019 |
| GENERATION          | 2021 |

### Podcasts
| Title                                                | Años          | Rol             |
| ---------------------------------------------------- | ------------- | --------------- |
| The Bugle                                            | 2017-presente | Regular co-host |
| Tea With Alice                                       | 2018-presente | Host            |
| Troll Play                                           | 2018          | Co-host         |
| Calm World Introduction to Meditation                | 2018          | Co-host         |
| In The Habit Introduction to Changing Our Behaviour  | 2018          | Co-host         |
| All Being Well Introduction to The World of Wellness | 2019          | Co-host         |
| The Last Post                                        | 2020          | Host            |
| Make Life Work                                       | 2020          | Co-host         |
| The Gargle                                           | 2021-presente | Host            |